# Водолистник
Водоли́стник (лат. Hydrophyllum) — род двудольных цветковых растений, включённый в подсемейство Водолистниковые (Hydrophylloideae) семейства Бурачниковые (Boraginaceae).

## Название
Научное название рода, Hydrophyllum, было перенято Карлом Линнеем в 1753 году у Ж. Питтона де Турнефора, в 1700 году назвавшего это растение Hydrophyllon. Вероятно, оно было дано роду из-за суккулентных стеблей и черешков листьев водолистника виргинского, типового вида рода.

## Ботаническое описание
Водолистники — тенелюбивые многолетники (один вид — двулетник) с горизонтальным корневищем и мясистыми корнями. Листья черешковые, плёнчатые, пальчато-рассечённые, очерёдно расположенные на стебле.
Цветки собранные в рыхлых или почти головчатых щитковидных соцветиях на конце стебля. Венчик колокольчатый, состоит из пяти белых, зеленоватых или сиреневых лепестков. Чашечка глубоко разделённая на 5 почти равных долей. Тычинки в числе 5, равные по длине, с бархатистыми нитями. Пестик одиночный, с двудольным рыльцем. Завязь одногнёздная.
Плод — одногнёздная шаровидная коробочка с 1—3 округлыми коричневыми семенами с сетчатым рисунком.

## Ареал
Четыре вида рода распространены в западной части Северной Америки, пять — в центральной и восточной. Hydrophyllum brownei — редкий вид, эндемик Арканзаса.

## Таксономия
|  |                                      |  |                                                     |                                                     |                              |  | ещё 5 подсемейств |              |                 |         |
|  |                                      |  |                                                     |                                                     |                              |  |                   |              |                 | 9 видов |
|  |                                      |  |                                                     | семейство Бурачниковые, не включённое в порядок     |                              |  |                   |              | род Водолистник |         |
|  |                                      |  |                                                     | семейство Бурачниковые, не включённое в порядок     |                              |  |                   |              | род Водолистник |         |
|  | отдел Цветковые, или Покрытосеменные |  |                                                     |                                                     | подсемейство Водолистниковые |  |                   |              |                 |         |
|  | отдел Цветковые, или Покрытосеменные |  |                                                     |                                                     |                              |  |                   |              |                 |         |
|  |                                      |  | 59 порядков цветковых растений (по Системе APG III) | 59 порядков цветковых растений (по Системе APG III) |                              |  |                   | ещё 15 родов | ещё 15 родов    |         |
|  |                                      |  |                                                     | 59 порядков цветковых растений (по Системе APG III) |                              |  |                   |              | ещё 15 родов    |         |

### Синонимы
- Decemium Raf., 1817
- Hydrophyllon Tourn., 1700, nom. inval.

### Виды
- Hydrophyllum appendiculatum Michx., 1803
- Hydrophyllum brownei Kral & V.M.Bates, 1991
- Hydrophyllum canadense L., 1762 — Водолистник канадский
- Hydrophyllum capitatum Douglas ex Benth., 1836
- Hydrophyllum fendleri (A.Gray) A.Heller, 1897
- Hydrophyllum macrophyllum Nutt., 1834
- Hydrophyllum occidentale (S.Watson) A.Gray, 1875
- Hydrophyllum tenuipes A.Heller, 1898
- Hydrophyllum virginianum L., 1753 — Водолистник виргинский